# 万荣稷王庙
35°26′58″N 110°46′28″E / 35.44944°N 110.77444°E
万荣稷王庙位于中国山西省运城市万荣县南张乡太赵村，为祀奉后稷的庙宇，已列为全国重点文物保护单位。

## 建筑
稷王庙占地广阔，仅存正殿及戏台，庙内其他建筑已毁于抗日战争时期。正殿位于院落中轴线北端，建于北宋天圣元年（1023年）。正殿坐北朝南，面阔五间，进深六椽。稷王庙正殿的屋顶为单檐庑殿顶，是中国现存唯一一座北宋庑殿顶建筑，也是中国现存最早的、建筑等级最高的稷王庙建筑。前后廊及两山面斗栱，柱头铺作、补间铺作、转角铺作硕大，均为五铺作双下昂、一跳偷心、二跳直昂。昂头形制上直下卷。正殿内部没有通长大梁承托，俗称“无梁殿”。
该建筑曾被推断为金代建筑，但学者发现其斗拱形制早于当地的金元建筑。2011年山西万荣稷王庙在进行修缮测绘中，工作人员在大殿前檐明间下平槫襻间枋外皮上发现了题记为"天聖元年"（1023年）的一处题名。这一纪年的发现，为这座建筑提供了准确年代，确立了其北宋庑殿顶木构建筑遗存的身份，稷王庙大殿年份由之前成为国保单位时公布的金国时期变为北宋，由此也成为中国仅存的唯一一座北宋庑殿顶建筑。清同治四年（1865年），正殿门窗改建。
戏台曾于元代重建，至元八年（1271年）三月初三日动工，至元二十五年完工。民国十年（1921年）-民国十三年（1924年），因戏楼颓坏，村民将戏台移建，与午门相连。1986年，村民在戏台北侧进行扩建。2011年，拆除了戏台的添建部分。

## 保护
1965年5月24日，稷王庙公布为山西省重点文物保护单位。1980年代，万荣稷王庙由县文物部门接管，设专人保护修缮。
2001年6月25日，万荣稷王庙由国务院公布为第五批全国重点文物保护单位，编号5-224-3-030。